# Mariana González
Mariana Isabel González Parra (Maracaibo, 17 settembre 1979) è una schermitrice venezuelana.

## Palmarès
In carriera ha conseguito i seguenti risultati:
- Giochi Panamericani:

Winnipeg 1999: argento nel fioretto a squadre.
Santo Domingo 2003: oro nel fioretto individuale.
Rio de Janeiro 2007: oro nel fioretto a squadre ed individuale.
Guadalajara 2011: bronzo nel fioretto a squadre.